# Interlands Joegoslavisch voetbalelftal 1990-1999
Deze pagina toont een chronologisch en gedetailleerd overzicht van de interlands die het Joegoslavisch voetbalelftal speelde in de periode 1990 – 1999. 
Het land en daarmee ook de nationale selectie viel in deze periode uiteen in verschillende landen, nadat in 1991 de Joegoslavische burgeroorlog uitbrak. Toen de federale staat in dat jaar uiteenviel in Slovenië, Kroatië en romp-Joegoslavië (Bosnië en Herzegovina, Montenegro, Servië en Macedonië) ontstond in delen van Kroatië (Knin en Slavonië) en in Bosnië en Herzegovina een hevige burgeroorlog. Als eenheidsstaat speelde de Joegoslavische nationale ploeg op 25 maart 1992 de allerlaatste interland. 
Joegoslavië had zich geplaatst voor het EK voetbal 1992 in Zweden, maar werd wegens de oorlogshandelingen in eigen land door de UEFA uitgesloten van deelname. Denemarken, de nummer twee in de EK-kwalificatiepoule, werd op het allerlaatste moment aangewezen als vervanger en won tot veler verrassing vervolgens het eindtoernooi. Joegoslavië ging vanaf de zomer van 1992 verder als rompstaat onder de naam Federale Republiek Joegoslavië, dat ook wel werd aangeduid als Klein-Joegoslavië.

## Interlands

### 1990
|                                                                   |       |       |             |                                                                                |
| 28 maart Vriendschappelijk № 491 «onderlinge duels» 20:00 (UTC+2) | Polen | 0 – 0 | Joegoslavië | Stadion Widzewa, Łódź Toeschouwers: 10.000 Scheidsrechter: László Molnár (HUN) |
| 28 maart Vriendschappelijk № 491 «onderlinge duels» 20:00 (UTC+2) |       |       |             | Stadion Widzewa, Łódź Toeschouwers: 10.000 Scheidsrechter: László Molnár (HUN) |

|                                                                 |             |                       |        | |
| 26 mei Vriendschappelijk № 492 «onderlinge duels» 20:00 (UTC+2) | Joegoslavië | 0 – 1                 | Spanje | Centralni Stadion za Bežigradom, Ljubljana Toeschouwers: 10.000 Scheidsrechter: Rosario Lo Bello (ITA) |
| 26 mei Vriendschappelijk № 492 «onderlinge duels» 20:00 (UTC+2) |             | 56' Emilio Butragueño |        | Centralni Stadion za Bežigradom, Ljubljana Toeschouwers: 10.000 Scheidsrechter: Rosario Lo Bello (ITA) |

|                                                                 |             |                                         |           |                                                                                    |
| 3 juni Vriendschappelijk № 493 «onderlinge duels» 20:00 (UTC+2) | Joegoslavië | 0 – 2                                   | Nederland | Maksimirstadion, Zagreb Toeschouwers: 20.000 Scheidsrechter: Friedrich Kaupe (AUT) |
| 3 juni Vriendschappelijk № 493 «onderlinge duels» 20:00 (UTC+2) |             | 53' Frank Rijkaard 83' Marco van Basten |           | Maksimirstadion, Zagreb Toeschouwers: 20.000 Scheidsrechter: Friedrich Kaupe (AUT) |

| Wereldkampioenschap voetbal 1990 |
| -------------------------------- |

|                                                                |                                                                              |       |                 |                                                                                           |
| 10 juni WK 1990 Groep D № 494 «onderlinge duels» 21:00 (UTC+2) | West-Duitsland                                                               | 4 – 1 | Joegoslavië     | Stadio Giuseppe Meazza, Milaan Toeschouwers: 74.567 Scheidsrechter: Peter Mikkelsen (DEN) |
| 10 juni WK 1990 Groep D № 494 «onderlinge duels» 21:00 (UTC+2) | Lothar Matthäus 29' Jürgen Klinsmann 40' Lothar Matthäus 63' Rudi Völler 71' |       | 55' Davor Jozić | Stadio Giuseppe Meazza, Milaan Toeschouwers: 74.567 Scheidsrechter: Peter Mikkelsen (DEN) |

|                                                                |          |                 |             |                                                                                          |
| 14 juni WK 1990 Groep D № 495 «onderlinge duels» 17:00 (UTC+2) | Colombia | 0 – 1           | Joegoslavië | Stadio Renato Dall'Ara, Bologna Toeschouwers: 32.257 Scheidsrechter: Luigi Agnolin (ITA) |
| 14 juni WK 1990 Groep D № 495 «onderlinge duels» 17:00 (UTC+2) |          | 76' Davor Jozić |             | Stadio Renato Dall'Ara, Bologna Toeschouwers: 32.257 Scheidsrechter: Luigi Agnolin (ITA) |

|                                                                |                      |       |                                                                       |                                                                                          |
| 19 juni WK 1990 Groep D № 496 «onderlinge duels» 17:00 (UTC+2) | VA Emiraten          | 1 – 4 | Joegoslavië                                                           | Stadio Renato Dall'Ara, Bologna Toeschouwers: 27.833 Scheidsrechter: Shizou Takada (JPN) |
| 19 juni WK 1990 Groep D № 496 «onderlinge duels» 17:00 (UTC+2) | Ali Thani Juma'a 22' |       | 4' Safet Sušić 9' Darko Pančev 47' Darko Pančev 90' Robert Prosinečki | Stadio Renato Dall'Ara, Bologna Toeschouwers: 27.833 Scheidsrechter: Shizou Takada (JPN) |

|                                                                       |                   |       |                                             |                                                                                                  |
| 26 juni WK 1990 Achtste finale № 497 «onderlinge duels» 17:00 (UTC+2) | Spanje            | 1 – 2 | Joegoslavië                                 | Stadio Marcantonio Bentegodi, Verona Toeschouwers: 35.500 Scheidsrechter: Aron Schmidhuber (FRG) |
| 26 juni WK 1990 Achtste finale № 497 «onderlinge duels» 17:00 (UTC+2) | Julio Salinas 83' |       | 78' Dragan Stojković 90+2' Dragan Stojković | Stadio Marcantonio Bentegodi, Verona Toeschouwers: 35.500 Scheidsrechter: Aron Schmidhuber (FRG) |

|                                                                    |                                                                               |       |                                                                                       |                                                                                                |
| 30 juni WK 1990 Kwartfinale № 498 «onderlinge duels» 17:00 (UTC+2) | Argentinië                                                                    | 0 – 0 | Joegoslavië                                                                           | Stadio Artemio Franchi, Florence Toeschouwers: 38.971 Scheidsrechter: Kurt Röthlisberger (SUI) |
| 30 juni WK 1990 Kwartfinale № 498 «onderlinge duels» 17:00 (UTC+2) |                                                                               |       |                                                                                       | Stadio Artemio Franchi, Florence Toeschouwers: 38.971 Scheidsrechter: Kurt Röthlisberger (SUI) |
| 30 juni WK 1990 Kwartfinale № 498 «onderlinge duels» 17:00 (UTC+2) | Strafschoppen                                                                 |       |                                                                                       | Stadio Artemio Franchi, Florence Toeschouwers: 38.971 Scheidsrechter: Kurt Röthlisberger (SUI) |
| 30 juni WK 1990 Kwartfinale № 498 «onderlinge duels» 17:00 (UTC+2) | José Serrizuela Jorge Burruchaga Diego Maradona Pedro Troglio Gustavo Dezotti | 3 – 2 | Dragan Stojković Robert Prosinečki Dejan Savićević Dragoljub Brnović Faruk Hadžibegić | Stadio Artemio Franchi, Florence Toeschouwers: 38.971 Scheidsrechter: Kurt Röthlisberger (SUI) |

|  |  |  |  |  |  |  |  |  |

|                                                                          |               |                                        |             |                                                                                |
| 12 september EK 1992 kwalificatie № 499 «onderlinge duels» 20:00 (UTC+1) | Noord-Ierland | 0 – 2                                  | Joegoslavië | Windsor Park, Belfast Toeschouwers: 9.008 Scheidsrechter: Jaap Uilenberg (NED) |
| 12 september EK 1992 kwalificatie № 499 «onderlinge duels» 20:00 (UTC+1) |               | 36' Darko Pančev 89' Robert Prosinečki |             | Windsor Park, Belfast Toeschouwers: 9.008 Scheidsrechter: Jaap Uilenberg (NED) |

|                                                                       |                                                                       |       |                   |                                                                                        |
| 31 oktober EK 1992 kwalificatie № 500 «onderlinge duels» 19:00 (UTC+) | Joegoslavië                                                           | 4 – 1 | Oostenrijk        | Rode Sterstadion, Belgrado Toeschouwers: 11.422 Scheidsrechter: Aron Schmidhuber (GER) |
| 31 oktober EK 1992 kwalificatie № 500 «onderlinge duels» 19:00 (UTC+) | Darko Pančev 31' Srečko Katanec 43' Darko Pančev 52' Darko Pančev 86' |       | 15' Andreas Ogris | Rode Sterstadion, Belgrado Toeschouwers: 11.422 Scheidsrechter: Aron Schmidhuber (GER) |

|                                                                         |            |                                        |             |                                                                                  |
| 14 november EK 1992 kwalificatie № 501 «onderlinge duels» 19:30 (UTC+1) | Denemarken | 0 – 2                                  | Joegoslavië | Idrætsparken, Kopenhagen Toeschouwers: 39.700 Scheidsrechter: Neil Midgley (ENG) |
| 14 november EK 1992 kwalificatie № 501 «onderlinge duels» 19:30 (UTC+1) |            | 78' Mehmed Baždarević 85' Robert Jarni |             | Idrætsparken, Kopenhagen Toeschouwers: 39.700 Scheidsrechter: Neil Midgley (ENG) |

### 1991
|                                                                      |                   |       |                     |                                                                                      |
| 27 februari Vriendschappelijk № 502 «onderlinge duels» 18:00 (UTC+2) | Turkije           | 1 – 1 | Joegoslavië         | İzmir Atatürkstadion, Izmir Toeschouwers: 20.000 Scheidsrechter: Atanas Uzunov (TUR) |
| 27 februari Vriendschappelijk № 502 «onderlinge duels» 18:00 (UTC+2) | Uğur Tütüneker 4' |       | 51' Dejan Savićević | İzmir Atatürkstadion, Izmir Toeschouwers: 20.000 Scheidsrechter: Atanas Uzunov (TUR) |

|                                                                      |                                                                      |       |                |                                                                                    |
| 27 maart EK 1992 kwalificatie № 503 «onderlinge duels» 17:15 (UTC+2) | Joegoslavië                                                          | 4 – 1 | Noord-Ierland  | Rode Sterstadion, Belgrado Toeschouwers: 5.086 Scheidsrechter: Yusuf Namoğlu (TUR) |
| 27 maart EK 1992 kwalificatie № 503 «onderlinge duels» 17:15 (UTC+2) | Dragiša Binić 36' Darko Pančev 48' Darko Pančev 61' Darko Pančev 63' |       | 45' Colin Hill | Rode Sterstadion, Belgrado Toeschouwers: 5.086 Scheidsrechter: Yusuf Namoğlu (TUR) |

|                                                                   |                  |       |                                           |                                                                                    |
| 1 mei EK 1992 kwalificatie № 504 «onderlinge duels» 20:00 (UTC+2) | Joegoslavië      | 1 – 2 | Denemarken                                | Rode Sterstadion, Belgrado Toeschouwers: 16.477 Scheidsrechter: Joël Quiniou (FRA) |
| 1 mei EK 1992 kwalificatie № 504 «onderlinge duels» 20:00 (UTC+2) | Darko Pančev 50' |       | 32' Bent Christensen 63' Bent Christensen | Rode Sterstadion, Belgrado Toeschouwers: 16.477 Scheidsrechter: Joël Quiniou (FRA) |

|                                                                    | |       |         |                                                                                      |
| 16 mei EK 1992 kwalificatie № 505 «onderlinge duels» 20:00 (UTC+2) | Joegoslavië | 7 – 0 | Faeröer | Rode Sterstadion, Belgrado Toeschouwers: 6.745 Scheidsrechter: Vasilis Nikakis (GRE) |
| 16 mei EK 1992 kwalificatie № 505 «onderlinge duels» 20:00 (UTC+2) | Ilija Najdoski 21' Robert Prosinečki 24' Darko Pančev 50' Zvonimir Boban 68' Darko Pančev 73' Zoran Vulić 74' Davor Šuker 83' |       |         | Rode Sterstadion, Belgrado Toeschouwers: 6.745 Scheidsrechter: Vasilis Nikakis (GRE) |

|                                                       |                   |       |             |                                                                                    |
| 8 augustus Vriendschappelijk № 506 «onderlinge duels» | Tsjecho-Slowakije | 0 – 0 | Joegoslavië | Stadio Mario Puchoz, Aosta Toeschouwers: 500 Scheidsrechter: Carlo Squizzato (ITA) |
| 8 augustus Vriendschappelijk № 506 «onderlinge duels» |                   |       |             | Stadio Mario Puchoz, Aosta Toeschouwers: 500 Scheidsrechter: Carlo Squizzato (ITA) |

|                                                                      |                                                                       |       |                                                                  |                                                                                       |
| 4 september Vriendschappelijk № 507 «onderlinge duels» 19:00 (UTC+2) | Zweden                                                                | 4 – 3 | Joegoslavië                                                      | Råsunda Fotbollstadion, Solna Toeschouwers: 11.510 Scheidsrechter: Alain Delmer (FRA) |
| 4 september Vriendschappelijk № 507 «onderlinge duels» 19:00 (UTC+2) | Martin Dahlin 20' Anders Limpar 51' Martin Dahlin 69' Jonas Thern 84' |       | 33' Dejan Savićević 66' Dejan Savićević 75' (e.d.) Peter Larsson | Råsunda Fotbollstadion, Solna Toeschouwers: 11.510 Scheidsrechter: Alain Delmer (FRA) |

|                                                                        |         |                                          |             |                                                                                                  |
| 16 oktober EK 1992 kwalificatie № 508 «onderlinge duels» 19:00 (UTC+1) | Faeröer | 0 – 2                                    | Joegoslavië | Landskrona Idrottsplats, Landskrona Toeschouwers: 11.510 Scheidsrechter: Günther Habermann (GER) |
| 16 oktober EK 1992 kwalificatie № 508 «onderlinge duels» 19:00 (UTC+1) |         | 18' Vladimir Jugović 80' Dejan Savićević |             | Landskrona Idrottsplats, Landskrona Toeschouwers: 11.510 Scheidsrechter: Günther Habermann (GER) |

|                                                                     |                                     |       |                  | |
| 30 oktober Vriendschappelijk № 509 «onderlinge duels» 21:30 (UTC−1) | Brazilië                            | 3 – 1 | Joegoslavië      | Estádio Prefeito Dilzon Luiz de Melo, Varginha Toeschouwers: 10.000 Scheidsrechter: Wilson dos Santos (BRA) |
| 30 oktober Vriendschappelijk № 509 «onderlinge duels» 21:30 (UTC−1) | Luis Henrique 9' Raí 45' Müller 75' |       | 11' Vladan Lukić | Estádio Prefeito Dilzon Luiz de Melo, Varginha Toeschouwers: 10.000 Scheidsrechter: Wilson dos Santos (BRA) |

|                                                                    |            |                                      |             |                                                                               |
| 13 november EK-kwalificatie № 510 «onderlinge duels» 19:30 (UTC+1) | Oostenrijk | 0 – 2                                | Joegoslavië | Prater-Stadion, Wenen Toeschouwers: 8.000 Scheidsrechter: Pietro D'Elia (ITA) |
| 13 november EK-kwalificatie № 510 «onderlinge duels» 19:30 (UTC+1) |            | 19' Vladan Lukić 39' Dejan Savićević |             | Prater-Stadion, Wenen Toeschouwers: 8.000 Scheidsrechter: Pietro D'Elia (ITA) |

### 1992
|                                                                   |                               |       |             |                                                                                          |
| 25 maart Vriendschappelijk № 511 «onderlinge duels» 20:00 (UTC+1) | Nederland                     | 2 – 0 | Joegoslavië | Stadion De Meer, Amsterdam Toeschouwers: 10.300 Scheidsrechter: Serge Muhmenthaler (SUI) |
| 25 maart Vriendschappelijk № 511 «onderlinge duels» 20:00 (UTC+1) | Wim Kieft 64' Jan Wouters 68' |       |             | Stadion De Meer, Amsterdam Toeschouwers: 10.300 Scheidsrechter: Serge Muhmenthaler (SUI) |

### 1993
- Geen officiële interlands gespeeld vanwege de burgeroorlog in Joegoslavië.

### 1994
|                                                                      |                      |       |             | |
| 23 december Vriendschappelijk № 512 «onderlinge duels» 16:00 (UTC−1) | Brazilië             | 2 – 0 | Joegoslavië | Estádio Olímpico Monumental, Porto Alegre Toeschouwers: 32.112 Scheidsrechter: José Mocellin (BRA) |
| 23 december Vriendschappelijk № 512 «onderlinge duels» 16:00 (UTC−1) | Viola 26' Branco 67' |       |             | Estádio Olímpico Monumental, Porto Alegre Toeschouwers: 32.112 Scheidsrechter: José Mocellin (BRA) |

|                                                                      |                  |       |             |                                                                                          |
| 27 december Vriendschappelijk № 513 «onderlinge duels» 19:00 (UTC−3) | Argentinië       | 1 – 0 | Joegoslavië | Estadio Monumental, Buenos Aires Toeschouwers: 20.000 Scheidsrechter: Jorge Nieves (URU) |
| 27 december Vriendschappelijk № 513 «onderlinge duels» 19:00 (UTC−3) | Ariel Ortega 21' |       |             | Estadio Monumental, Buenos Aires Toeschouwers: 20.000 Scheidsrechter: Jorge Nieves (URU) |

### 1995
|                                                                 |                    |       |                                                       |                                                                                          |
| 31 januari Carlsberg Cup № 514 «onderlinge duels» 17:00 (UTC+8) | Hongkong           | 1 – 3 | Joegoslavië                                           | Hong Kong Stadium, Hongkong Toeschouwers: 45.000 Scheidsrechter: Yau Fat Jame Fong (HKG) |
| 31 januari Carlsberg Cup № 514 «onderlinge duels» 17:00 (UTC+8) | Chung Su Cheng 31' |       | 18' Albert Nadj 42' Savo Milošević 82' Savo Milošević | Hong Kong Stadium, Hongkong Toeschouwers: 45.000 Scheidsrechter: Yau Fat Jame Fong (HKG) |

|                                                                 |            |                     |             |                                                                                   |
| 4 februari Carlsberg Cup № 515 «onderlinge duels» 16:00 (UTC+8) | Zuid-Korea | 0 – 1               | Joegoslavië | Hong Kong Stadium, Hongkong Toeschouwers: 45.000 Scheidsrechter: Yim Kim Ng (HKG) |
| 4 februari Carlsberg Cup № 515 «onderlinge duels» 16:00 (UTC+8) |            | 50' Darko Kovačević |             | Hong Kong Stadium, Hongkong Toeschouwers: 45.000 Scheidsrechter: Yim Kim Ng (HKG) |

|                                                                   |                    |       |         |                                                                                   |
| 31 maart Vriendschappelijk № 516 «onderlinge duels» 18:00 (UTC+2) | Joegoslavië        | 1 – 0 | Uruguay | Rode Sterstadion, Belgrado Toeschouwers: 28.000 Scheidsrechter: Sándor Puhl (HUN) |
| 31 maart Vriendschappelijk № 516 «onderlinge duels» 18:00 (UTC+2) | Savo Milošević 71' |       |         | Rode Sterstadion, Belgrado Toeschouwers: 28.000 Scheidsrechter: Sándor Puhl (HUN) |

|                                                                 |                    |       |                                                     |                                                                                     |
| 31 mei Vriendschappelijk № 517 «onderlinge duels» 20:00 (UTC+2) | Joegoslavië        | 1 – 2 | Rusland                                             | Rode Sterstadion, Belgrado Toeschouwers: 18.292 Scheidsrechter: Giorgos Bikas (GRE) |
| 31 mei Vriendschappelijk № 517 «onderlinge duels» 20:00 (UTC+2) | Dejan Petković 34' |       | 33' (pen.) Valeri Karpin 41' Vladimir Bjestsjastnik | Rode Sterstadion, Belgrado Toeschouwers: 18.292 Scheidsrechter: Giorgos Bikas (GRE) |

|                                                                       |             |                                    |             |                                                                                           |
| 20 september Vriendschappelijk № 518 «onderlinge duels» 20:30 (UTC+3) | Griekenland | 0 – 2                              | Joegoslavië | Toumbastadion, Thessaloniki Toeschouwers: 20.000 Scheidsrechter: Stefan Ormandzhiev (BUL) |
| 20 september Vriendschappelijk № 518 «onderlinge duels» 20:30 (UTC+3) |             | 55' Saša Ćurčić 85' Savo Milošević |             | Toumbastadion, Thessaloniki Toeschouwers: 20.000 Scheidsrechter: Stefan Ormandzhiev (BUL) |

|                                                                      |                     |       |                                                                                             |                                                                                                  |
| 12 november Vriendschappelijk № 519 «onderlinge duels» 14:00 (UTC−6) | El Salvador         | 1 – 4 | Joegoslavië                                                                                 | Estadio Flor Blanca, San Salvador Toeschouwers: 27.000 Scheidsrechter: Victorino Rodríguez (ESA) |
| 12 november Vriendschappelijk № 519 «onderlinge duels» 14:00 (UTC−6) | Jorge Rodríguez 35' |       | 12' Siniša Mihajlović 31' Dejan Savićević 42' Dejan Savićević 60' (e.d.) Giovanni Trigueros | Estadio Flor Blanca, San Salvador Toeschouwers: 27.000 Scheidsrechter: Victorino Rodríguez (ESA) |

|                                                                      |                    |       |                                                                                |                                                                                        |
| 15 november Vriendschappelijk № 520 «onderlinge duels» 19:45 (UTC−6) | Mexico             | 1 – 4 | Joegoslavië                                                                    | Estadio Tecnológico, Monterrey Toeschouwers: 25.000 Scheidsrechter: Ramón Méndez (CRC) |
| 15 november Vriendschappelijk № 520 «onderlinge duels» 19:45 (UTC−6) | Luis Hernández 25' |       | 7' Darko Kovačević 20' Darko Kovačević 32' Siniša Mihajlović 51' Niša Saveljić | Estadio Tecnológico, Monterrey Toeschouwers: 25.000 Scheidsrechter: Ramón Méndez (CRC) |

### 1996
|                                                                   |                      |       |          |                                                                                       |
| 27 maart Vriendschappelijk № 521 «onderlinge duels» 17:30 (UTC+1) | Joegoslavië          | 1 – 0 | Roemenië | Rode Sterstadion, Belgrado Toeschouwers: 28.196 Scheidsrechter: Dimitar Momirov (BUL) |
| 27 maart Vriendschappelijk № 521 «onderlinge duels» 17:30 (UTC+1) | Dragan Stojković 51' |       |          | Rode Sterstadion, Belgrado Toeschouwers: 28.196 Scheidsrechter: Dimitar Momirov (BUL) |

|                                                                      |                                                            |       |                   |                                                                                   |
| 24 april WK 1998 kwalificatie № 522 «onderlinge duels» 19:00 (UTC+2) | Joegoslavië                                                | 3 – 1 | Faeröer           | Rode Sterstadion, Belgrado Toeschouwers: 16.325 Scheidsrechter: Roland Beck (LIE) |
| 24 april WK 1998 kwalificatie № 522 «onderlinge duels» 19:00 (UTC+2) | Dejan Savićević 18' Dejan Savićević 19' Savo Milošević 38' |       | 54' John Petersen | Rode Sterstadion, Belgrado Toeschouwers: 16.325 Scheidsrechter: Roland Beck (LIE) |

|                                                              |        |       |             |                                                                                       |
| 23 mei Kirin Cup 1996 № 523 «onderlinge duels» 18:00 (UTC+9) | Mexico | 0 – 0 | Joegoslavië | Nihondairastadion, Shizuoka Toeschouwers: 8.604 Scheidsrechter: Masayochi Okada (JPN) |
| 23 mei Kirin Cup 1996 № 523 «onderlinge duels» 18:00 (UTC+9) |        |       |             | Nihondairastadion, Shizuoka Toeschouwers: 8.604 Scheidsrechter: Masayochi Okada (JPN) |

|                                                              |                     |       |             |                                                                                          |
| 26 mei Kirin Cup 1996 № 524 «onderlinge duels» 14:00 (UTC+9) | Japan               | 1 – 0 | Joegoslavië | Kokuritsu-Kyōgijō Stadion, Tokio Toeschouwers: 8.604 Scheidsrechter: Kim Young-Joo (KOR) |
| 26 mei Kirin Cup 1996 № 524 «onderlinge duels» 14:00 (UTC+9) | Kazuyoshi Miura 62' |       |             | Kokuritsu-Kyōgijō Stadion, Tokio Toeschouwers: 8.604 Scheidsrechter: Kim Young-Joo (KOR) |

|                                                                    | |       |       |                                                                                        |
| 2 juni WK 1998 kwalificatie № 525 «onderlinge duels» 20:00 (UTC+2) | Joegoslavië | 6 – 0 | Malta | Rode Sterstadion, Belgrado Toeschouwers: 11.617 Scheidsrechter: Hermann Albrecht (GER) |
| 2 juni WK 1998 kwalificatie № 525 «onderlinge duels» 20:00 (UTC+2) | Savo Milošević 2' Predrag Mijatović 39' Dragan Stojković 45' Savo Milošević 68' Dejan Savićević 70' Dejan Savićević 72' |       |       | Rode Sterstadion, Belgrado Toeschouwers: 11.617 Scheidsrechter: Hermann Albrecht (GER) |

|                                                                       |                |       | |                                                                             |
| 6 oktober WK 1998 kwalificatie № 526 «onderlinge duels» 15:00 (UTC+1) | Faeröer        | 1 – 8 | Joegoslavië | Svangaskarð, Toftir Toeschouwers: 1.017 Scheidsrechter: Leslie Irvine (NIR) |
| 6 oktober WK 1998 kwalificatie № 526 «onderlinge duels» 15:00 (UTC+1) | Jan Müller 28' |       | 7' Savo Milošević 20' Slaviša Jokanović 30' Predrag Mijatović 36' Savo Milošević 45' Savo Milošević 57' Slaviša Jokanović 68' Vladimir Jugović 90' (pen.) Dragan Stojković | Svangaskarð, Toftir Toeschouwers: 1.017 Scheidsrechter: Leslie Irvine (NIR) |

|                                                                         |                       |       |          |                                                                                |
| 10 november WK 1998 kwalificatie № 527 «onderlinge duels» 18:00 (UTC+1) | Joegoslavië           | 1 – 0 | Tsjechië | Rode Sterstadion, Belgrado Toeschouwers: 46.577 Scheidsrechter: Dick Jol (NED) |
| 10 november WK 1998 kwalificatie № 527 «onderlinge duels» 18:00 (UTC+1) | Predrag Mijatović 18' |       |          | Rode Sterstadion, Belgrado Toeschouwers: 46.577 Scheidsrechter: Dick Jol (NED) |

|                                                                         |                                              |       |             |                                                                                          |
| 14 december WK 1998 kwalificatie № 528 «onderlinge duels» 21:30 (UTC+1) | Spanje                                       | 2 – 0 | Joegoslavië | Estadio Mestalla, Valencia Toeschouwers: 37.000 Scheidsrechter: Serge Muhmenthaler (SUI) |
| 14 december WK 1998 kwalificatie № 528 «onderlinge duels» 21:30 (UTC+1) | Josep Guardiola 19' (pen.) Raúl González 37' |       |             | Estadio Mestalla, Valencia Toeschouwers: 37.000 Scheidsrechter: Serge Muhmenthaler (SUI) |

|                                                        |                                    |       |                                                              | |
| 28 december Vriendschappelijk № 529 «onderlinge duels» | Argentinië                         | 2 – 3 | Joegoslavië                                                  | Estadio José María Minella, Mar del Plata Toeschouwers: 19.683 Scheidsrechter: Ángel Sánchez (ARG) |
| 28 december Vriendschappelijk № 529 «onderlinge duels» | Juan Esnáider 43' Hugo Morales 62' |       | 22' Ljubinko Drulović 53' Dejan Govedarica 77' Zoran Jovičić | Estadio José María Minella, Mar del Plata Toeschouwers: 19.683 Scheidsrechter: Ángel Sánchez (ARG) |

### 1997
|                                                                 |                   |       |                   |                                                                                    |
| 7 februari Carlsberg Cup № 530 «onderlinge duels» 15:00 (UTC+8) | Rusland           | 1 – 1 | Joegoslavië       | Hong Kong Stadium, Hongkong Toeschouwers: 25.430 Scheidsrechter: Hugh Dallas (SCO) |
| 7 februari Carlsberg Cup № 530 «onderlinge duels» 15:00 (UTC+8) | Dmitriy Popov 70' |       | 39' Anto Drobnjak | Hong Kong Stadium, Hongkong Toeschouwers: 25.430 Scheidsrechter: Hugh Dallas (SCO) |

|                                                                  |                   |       |                                                       |                                                                                     |
| 10 februari Carlsberg Cup № 531 «onderlinge duels» 18:00 (UTC+8) | Hongkong          | 1 – 3 | Joegoslavië                                           | Hong Kong Stadium, Hongkong Toeschouwers: 18.000 Scheidsrechter: Leif Sundell (SWE) |
| 10 februari Carlsberg Cup № 531 «onderlinge duels» 18:00 (UTC+8) | Aurelio Silva 60' |       | 7' Savo Milošević 17' Anto Drobnjak 32' Anto Drobnjak | Hong Kong Stadium, Hongkong Toeschouwers: 18.000 Scheidsrechter: Leif Sundell (SWE) |

|                                                                   |             |       |         |                                                                                        |
| 12 maart Vriendschappelijk № 532 «onderlinge duels» 17:30 (UTC+1) | Joegoslavië | 0 – 0 | Rusland | Rode Sterstadion, Belgrado Toeschouwers: 10.486 Scheidsrechter: Krste Danilovski (MKD) |
| 12 maart Vriendschappelijk № 532 «onderlinge duels» 17:30 (UTC+1) |             |       |         | Rode Sterstadion, Belgrado Toeschouwers: 10.486 Scheidsrechter: Krste Danilovski (MKD) |

|                                                                     |                 |       |                                          |                                                                               |
| 2 april WK 1998 kwalificatie № 533 «onderlinge duels» 20:15 (UTC+2) | Tsjechië        | 1 – 2 | Joegoslavië                              | Letenský stadion, Praag Toeschouwers: 19.137 Scheidsrechter: Marc Batta (FRA) |
| 2 april WK 1998 kwalificatie № 533 «onderlinge duels» 20:15 (UTC+2) | Radek Bejbl 75' |       | 28' Predrag Mijatović 90' Savo Milošević | Letenský stadion, Praag Toeschouwers: 19.137 Scheidsrechter: Marc Batta (FRA) |

|                                                                      |                              |       |                            |                                                                                     |
| 30 april WK 1998 kwalificatie № 534 «onderlinge duels» 20:00 (UTC+2) | Joegoslavië                  | 1 – 1 | Spanje                     | Rode Sterstadion, Belgrado Toeschouwers: 49.253 Scheidsrechter: Rune Pedersen (NOR) |
| 30 april WK 1998 kwalificatie № 534 «onderlinge duels» 20:00 (UTC+2) | Predrag Mijatović 87' (pen.) |       | 18' (pen.) Fernando Hierro | Rode Sterstadion, Belgrado Toeschouwers: 49.253 Scheidsrechter: Rune Pedersen (NOR) |

|                                                                    |                                           |       |           |                                                                                       |
| 8 juni WK 1998 kwalificatie № 535 «onderlinge duels» 20:00 (UTC+2) | Joegoslavië                               | 2 – 0 | Slowakije | Rode Sterstadion, Belgrado Toeschouwers: 22.044 Scheidsrechter: Peter Mikkelsen (DEN) |
| 8 juni WK 1998 kwalificatie № 535 «onderlinge duels» 20:00 (UTC+2) | Dejan Savićević 17' Predrag Mijatović 75' |       |           | Rode Sterstadion, Belgrado Toeschouwers: 22.044 Scheidsrechter: Peter Mikkelsen (DEN) |

|                                                               |                    |       |                                                               |                                                                                 |
| 12 juni Korea Cup 1997 № 536 «onderlinge duels» 17:00 (UTC+9) | Ghana              | 1 – 3 | Joegoslavië                                                   | Olympisch Stadion, Seoel Toeschouwers: 20.000 Scheidsrechter: Bong Ki-Ahn (KOR) |
| 12 juni Korea Cup 1997 № 536 «onderlinge duels» 17:00 (UTC+9) | Robert Boateng 56' |       | 57' Slaviša Jokanović 68' Rade Bogdanović 90' Rade Bogdanović | Olympisch Stadion, Seoel Toeschouwers: 20.000 Scheidsrechter: Bong Ki-Ahn (KOR) |

|                                                               |        |       |             |                                                                               |
| 14 juni Korea Cup 1997 № 537 «onderlinge duels» 19:00 (UTC+9) | Egypte | 0 – 0 | Joegoslavië | Suwonstadion, Suwon Toeschouwers: 17.000 Scheidsrechter: Kwon Jong-Chul (KOR) |
| 14 juni Korea Cup 1997 № 537 «onderlinge duels» 19:00 (UTC+9) |        |       |             | Suwonstadion, Suwon Toeschouwers: 17.000 Scheidsrechter: Kwon Jong-Chul (KOR) |

|                                                               |                |       |                              |                                                                                            |
| 16 juni Korea Cup 1997 № 538 «onderlinge duels» 19:00 (UTC+9) | Zuid-Korea     | 1 – 1 | Joegoslavië                  | Olympisch Stadion, Seoel Toeschouwers: 21.563 Scheidsrechter: Selearajen Subramaniam (MAS) |
| 16 juni Korea Cup 1997 № 538 «onderlinge duels» 19:00 (UTC+9) | Ha Seok-Yu 36' |       | 59' (pen.) Slaviša Jokanović | Olympisch Stadion, Seoel Toeschouwers: 21.563 Scheidsrechter: Selearajen Subramaniam (MAS) |

|                                                                      |         |                              |             |                                                                                            |
| 20 augustus Vriendschappelijk № 539 «onderlinge duels» 20:00 (UTC+4) | Rusland | 0 – 1                        | Joegoslavië | Petrovsky Stadion, Sint-Petersburg Toeschouwers: 9.000 Scheidsrechter: Mikko Vuorela (FIN) |
| 20 augustus Vriendschappelijk № 539 «onderlinge duels» 20:00 (UTC+4) |         | 86' (pen.) Slaviša Jokanović |             | Petrovsky Stadion, Sint-Petersburg Toeschouwers: 9.000 Scheidsrechter: Mikko Vuorela (FIN) |

|                                                                          |                   |       |                       |                                                                                  |
| 10 september WK 1998 kwalificatie № 540 «onderlinge duels» 20:15 (UTC+2) | Slowakije         | 1 – 1 | Joegoslavië           | Tehelné pole, Bratislava Toeschouwers: 22.500 Scheidsrechter: Anders Frisk (SWE) |
| 10 september WK 1998 kwalificatie № 540 «onderlinge duels» 20:15 (UTC+2) | Jozef Majoroš 65' |       | 80' Siniša Mihajlović | Tehelné pole, Bratislava Toeschouwers: 22.500 Scheidsrechter: Anders Frisk (SWE) |

|                                                                   |       | |             |                                                                                      |
| 11 oktober WK-kwalificatie № 541 «onderlinge duels» 18:00 (UTC+2) | Malta | 0 – 5                                                                                                  | Joegoslavië | Ta' Qalistadion, Ta' Qali Toeschouwers: 1.107 Scheidsrechter: Dermot Gallagher (ENG) |
| 11 oktober WK-kwalificatie № 541 «onderlinge duels» 18:00 (UTC+2) |       | 8' Savo Milošević 24' Siniša Mihajlović 44' Dejan Savićević 55' Predrag Mijatović 76' Vladimir Jugović |             | Ta' Qalistadion, Ta' Qali Toeschouwers: 1.107 Scheidsrechter: Dermot Gallagher (ENG) |

|                                                                                  |                |       | |                                                                                   |
| 29 oktober WK 1998 kwalificatie Play-offs № 542 «onderlinge duels» 20:00 (UTC+1) | Hongarije      | 1 – 7 | Joegoslavië | Üllői Út, Boedapest Toeschouwers: 13.175 Scheidsrechter: Vítor Melo Pereira (POR) |
| 29 oktober WK 1998 kwalificatie Play-offs № 542 «onderlinge duels» 20:00 (UTC+1) | Béla Illés 89' |       | 2' Branko Brnović 6' Miroslav Đukić 10' Dejan Savićević 26' Predrag Mijatović 41' Predrag Mijatović 51' Predrag Mijatović 63' Savo Milošević | Üllői Út, Boedapest Toeschouwers: 13.175 Scheidsrechter: Vítor Melo Pereira (POR) |

|                                                                                   | |       |           |                                                                                   |
| 15 november WK 1998 kwalificatie Play-offs № 543 «onderlinge duels» 17:00 (UTC+1) | Joegoslavië | 5 – 0 | Hongarije | Rode Sterstadion, Belgrado Toeschouwers: 48.498 Scheidsrechter: Metin Tokat (TUR) |
| 15 november WK 1998 kwalificatie Play-offs № 543 «onderlinge duels» 17:00 (UTC+1) | Savo Milošević 18' Predrag Mijatović 44' Predrag Mijatović 48' (pen.) Predrag Mijatović 71' Predrag Mijatović 88' |       |           | Rode Sterstadion, Belgrado Toeschouwers: 48.498 Scheidsrechter: Metin Tokat (TUR) |

### 1998
|                                                                     |         |                                                               |             |                                                                                             |
| 28 januari Vriendschappelijk № 544 «onderlinge duels» 20:30 (UTC+2) | Tunesië | 0 – 3                                                         | Joegoslavië | Stade Olympique El Menzah, Tunis Toeschouwers: 15.000 Scheidsrechter: Salim Ouassissi (ALG) |
| 28 januari Vriendschappelijk № 544 «onderlinge duels» 20:30 (UTC+2) |         | 5' Branko Brnović 73' Slaviša Jokanović 78' Slaviša Jokanović |             | Stade Olympique El Menzah, Tunis Toeschouwers: 15.000 Scheidsrechter: Salim Ouassissi (ALG) |

|                                                                      |                                                       |       |                   | |
| 24 februari Vriendschappelijk № 545 «onderlinge duels» 22:00 (UTC−3) | Argentinië                                            | 3 – 1 | Joegoslavië       | Estadio José María Minella, Mar del Plata Toeschouwers: 35.000 Scheidsrechter: Ubaldo Aquino (PAR) |
| 24 februari Vriendschappelijk № 545 «onderlinge duels» 22:00 (UTC−3) | Hernán Crespo 45' Hernán Crespo 85' Hernán Crespo 89' |       | 78' Anto Drobnjak | Estadio José María Minella, Mar del Plata Toeschouwers: 35.000 Scheidsrechter: Ubaldo Aquino (PAR) |

|                                                                   |          |       |             |                                                                                   |
| 25 maart Vriendschappelijk № 546 «onderlinge duels» 19:30 (UTC−5) | Colombia | 0 – 0 | Joegoslavië | Estadio El Campín, Bogota Toeschouwers: 25.000 Scheidsrechter: Byron Moreno (ECU) |
| 25 maart Vriendschappelijk № 546 «onderlinge duels» 19:30 (UTC−5) |          |       |             | Estadio El Campín, Bogota Toeschouwers: 25.000 Scheidsrechter: Byron Moreno (ECU) |

|                                                                   |                                                                      |       |                    |                                                                                          |
| 22 april Vriendschappelijk № 547 «onderlinge duels» 19:00 (UTC+2) | Joegoslavië                                                          | 3 – 1 | Zuid-Korea         | Rode Sterstadion, Belgrado Toeschouwers: 9.731 Scheidsrechter: Alphonse Constantin (BEL) |
| 22 april Vriendschappelijk № 547 «onderlinge duels» 19:00 (UTC+2) | Dejan Stanković 46' Dejan Stanković 57' Slaviša Jokanović 62' (pen.) |       | 14' Hwang Sun-hong | Rode Sterstadion, Belgrado Toeschouwers: 9.731 Scheidsrechter: Alphonse Constantin (BEL) |

|                                                                 |                                                              |       |         |                                                                                   |
| 29 mei Vriendschappelijk № 548 «onderlinge duels» 20:00 (UTC+2) | Joegoslavië                                                  | 3 – 0 | Nigeria | Rode Sterstadion, Belgrado Toeschouwers: 47.810 Scheidsrechter: Vanco Kocev (MKD) |
| 29 mei Vriendschappelijk № 548 «onderlinge duels» 20:00 (UTC+2) | Savo Milošević 44' Predrag Mijatović 61' Darko Kovačević 72' |       |         | Rode Sterstadion, Belgrado Toeschouwers: 47.810 Scheidsrechter: Vanco Kocev (MKD) |

|                                                                 |       |                       |             | |
| 3 juni Vriendschappelijk № 549 «onderlinge duels» 14:30 (UTC+2) | Japan | 0 – 1                 | Joegoslavië | Stade Olympique de la Pontaise, Lausanne Toeschouwers: 5.000 Scheidsrechter: Dominique Tavel (SUI) |
| 3 juni Vriendschappelijk № 549 «onderlinge duels» 14:30 (UTC+2) |       | 71' Siniša Mihajlović |             | Stade Olympique de la Pontaise, Lausanne Toeschouwers: 5.000 Scheidsrechter: Dominique Tavel (SUI) |

|                                                                 |                    |       |                   |                                                                                    |
| 6 juni Vriendschappelijk № 550 «onderlinge duels» 20:15 (UTC+2) | Zwitserland        | 1 – 1 | Joegoslavië       | St. Jakob-Park, Basel Toeschouwers: 24.000 Scheidsrechter: Juan Manuel Brito (ESP) |
| 6 juni Vriendschappelijk № 550 «onderlinge duels» 20:15 (UTC+2) | Patrick Müller 83' |       | 6' Branko Brnović | St. Jakob-Park, Basel Toeschouwers: 24.000 Scheidsrechter: Juan Manuel Brito (ESP) |

| Wereldkampioenschap voetbal 1998 |
| -------------------------------- |

|                                                                |      |                       |             |                                                                                                  |
| 14 juni WK 1998 Groep F № 551 «onderlinge duels» 17:30 (UTC+2) | Iran | 0 – 1                 | Joegoslavië | Stade Geoffroy-Guichard, Saint-Étienne Toeschouwers: 30.392 Scheidsrechter: Alberto Tejada (PER) |
| 14 juni WK 1998 Groep F № 551 «onderlinge duels» 17:30 (UTC+2) |      | 72' Siniša Mihajlović |             | Stade Geoffroy-Guichard, Saint-Étienne Toeschouwers: 30.392 Scheidsrechter: Alberto Tejada (PER) |

|                                                                |                                                  |       |                                            |                                                                                            |
| 21 juni WK 1998 Groep F № 552 «onderlinge duels» 14:30 (UTC+2) | Duitsland                                        | 2 – 2 | Joegoslavië                                | Stade Bollaert-Delelis, Lens Toeschouwers: 41.275 Scheidsrechter: Kim Milton Nielsen (DEN) |
| 21 juni WK 1998 Groep F № 552 «onderlinge duels» 14:30 (UTC+2) | Siniša Mihajlović 74' (e.d.) Oliver Bierhoff 80' |       | 12' Predrag Mijatović 54' Dragan Stojković | Stade Bollaert-Delelis, Lens Toeschouwers: 41.275 Scheidsrechter: Kim Milton Nielsen (DEN) |

|                                                                |                  |                         |             |                                                                                            |
| 25 juni WK 1998 Groep F № 553 «onderlinge duels» 21:00 (UTC+2) | Verenigde Staten | 0 – 1                   | Joegoslavië | Stade de la Beaujoire, Nantes Toeschouwers: 35.500 Scheidsrechter: Gamal El Ghandour (EGY) |
| 25 juni WK 1998 Groep F № 553 «onderlinge duels» 21:00 (UTC+2) |                  | 4' Slobodan Komljenović |             | Stade de la Beaujoire, Nantes Toeschouwers: 35.500 Scheidsrechter: Gamal El Ghandour (EGY) |

|                                                                       |                                      |       |                          |                                                                                           |
| 29 juni WK 1998 Achtste finale № 554 «onderlinge duels» 21:00 (UTC+2) | Nederland                            | 2 – 1 | Joegoslavië              | Stade de Toulouse, Toulouse Toeschouwers: 33.500 Scheidsrechter: José Garcia Aranda (ESP) |
| 29 juni WK 1998 Achtste finale № 554 «onderlinge duels» 21:00 (UTC+2) | Dennis Bergkamp 38' Edgar Davids 90' |       | 49' Slobodan Komljenović | Stade de Toulouse, Toulouse Toeschouwers: 33.500 Scheidsrechter: José Garcia Aranda (ESP) |

|  |  |  |  |  |  |  |  |  |

|                                                                      |                     |       |                |                                                                                 |
| 2 september Vriendschappelijk № 555 «onderlinge duels» 20:00 (UTC+2) | Joegoslavië         | 1 – 1 | Zwitserland    | Čair Stadion, Niš Toeschouwers: 24.000 Scheidsrechter: Stefan Ormandzhiev (BUL) |
| 2 september Vriendschappelijk № 555 «onderlinge duels» 20:00 (UTC+2) | Dejan Stanković 51' |       | 58' David Sesa | Čair Stadion, Niš Toeschouwers: 24.000 Scheidsrechter: Stefan Ormandzhiev (BUL) |

|                                                                       |                |       |                   | |
| 23 september Vriendschappelijk № 544 «onderlinge duels» 16:45 (UTC−3) | Brazilië       | 1 – 1 | Joegoslavië       | Estádio Governador João Castelo, São Luís Toeschouwers: 91.966 Scheidsrechter: Sidrack Marinho (BRA) |
| 23 september Vriendschappelijk № 544 «onderlinge duels» 16:45 (UTC−3) | Marcelinho 17' |       | 7' Savo Milošević | Estádio Governador João Castelo, São Luís Toeschouwers: 91.966 Scheidsrechter: Sidrack Marinho (BRA) |

|                                                                         |                       |       |         |                                                                                         |
| 18 november EK 2000 kwalificatie № 557 «onderlinge duels» 20:00 (UTC+1) | Joegoslavië           | 1 – 0 | Ierland | Rode Sterstadion, Belgrado Toeschouwers: 28.250 Scheidsrechter: Karl-Erik Nilsson (SWE) |
| 18 november EK 2000 kwalificatie № 557 «onderlinge duels» 20:00 (UTC+1) | Predrag Mijatović 64' |       |         | Rode Sterstadion, Belgrado Toeschouwers: 28.250 Scheidsrechter: Karl-Erik Nilsson (SWE) |

|                                                                      |                                 |       |             |                                                                                       |
| 23 december Vriendschappelijk № 558 «onderlinge duels» 18:00 (UTC+2) | Israël                          | 2 – 0 | Joegoslavië | Ramat Ganstadion, Ramat Gan Toeschouwers: 11.000 Scheidsrechter: Muhittin Boşat (TUR) |
| 23 december Vriendschappelijk № 558 «onderlinge duels» 18:00 (UTC+2) | Idan Tal 57' Yossi Abukasis 83' |       |             | Ramat Ganstadion, Ramat Gan Toeschouwers: 11.000 Scheidsrechter: Muhittin Boşat (TUR) |

### 1999
|                                                                         |       |                                                    |             |                                                                                     |
| 10 februari EK 2000 kwalificatie № 559 «onderlinge duels» 15:00 (UTC+1) | Malta | 0 – 3                                              | Joegoslavië | Ta' Qalistadion, Ta' Qali Toeschouwers: 7.000 Scheidsrechter: Pascal Garibian (FRA) |
| 10 februari EK 2000 kwalificatie № 559 «onderlinge duels» 15:00 (UTC+1) |       | 22' Albert Nadj 55' Albert Nadj 90' Savo Milošević |             | Ta' Qalistadion, Ta' Qali Toeschouwers: 7.000 Scheidsrechter: Pascal Garibian (FRA) |

|                                                                    |                                                                                 |       |                    |                                                                                           |
| 8 juni EK 2000 kwalificatie № 560 «onderlinge duels» 20:15 (UTC+3) | Joegoslavië                                                                     | 4 – 1 | Malta              | Kaftanzogliostadion, Thessaloniki Toeschouwers: 2.000 Scheidsrechter: Morgan Norman (SWE) |
| 8 juni EK 2000 kwalificatie № 560 «onderlinge duels» 20:15 (UTC+3) | Predrag Mijatović 34' Savo Milošević 48' Darko Kovačević 74' Savo Milošević 90' |       | 6' Nicholas Saliba | Kaftanzogliostadion, Thessaloniki Toeschouwers: 2.000 Scheidsrechter: Morgan Norman (SWE) |

|                                                                         |             |       |         |                                                                                          |
| 18 augustus EK 2000 kwalificatie № 561 «onderlinge duels» 20:30 (UTC+2) | Joegoslavië | 0 – 0 | Kroatië | Rode Sterstadion, Belgrado Toeschouwers: 48.282 Scheidsrechter: Kim Milton Nielsen (DEN) |
| 18 augustus EK 2000 kwalificatie № 561 «onderlinge duels» 20:30 (UTC+2) |             |       |         | Rode Sterstadion, Belgrado Toeschouwers: 48.282 Scheidsrechter: Kim Milton Nielsen (DEN) |

|                                                                         |                                   |       |                     |                                                                                     |
| 1 september EK 2000 kwalificatie № 562 «onderlinge duels» 19:30 (UTC+1) | Ierland                           | 2 – 1 | Joegoslavië         | Lansdowne Road, Dublin Toeschouwers: 31.400 Scheidsrechter: Pierluigi Collina (ITA) |
| 1 september EK 2000 kwalificatie № 562 «onderlinge duels» 19:30 (UTC+1) | Robbie Keane 54' Mark Kennedy 69' |       | 60' Dejan Stanković | Lansdowne Road, Dublin Toeschouwers: 31.400 Scheidsrechter: Pierluigi Collina (ITA) |

|                                                                         |                                                               |       |                       |                                                                                    |
| 5 september EK 2000 kwalificatie № 563 «onderlinge duels» 20:15 (UTC+2) | Joegoslavië                                                   | 3 – 1 | Macedonië             | Partizan Stadion, Belgrado Toeschouwers: 31.400 Scheidsrechter: Anders Frisk (SWE) |
| 5 september EK 2000 kwalificatie № 563 «onderlinge duels» 20:15 (UTC+2) | Dragan Stojković 36' Dragan Stojković 54' Dejan Savićević 77' |       | 64' (pen.) Saša Ćirić | Partizan Stadion, Belgrado Toeschouwers: 31.400 Scheidsrechter: Anders Frisk (SWE) |

|                                                                         |                                 |       |                                                                                      |                                                                                 |
| 8 september EK 2000 kwalificatie № 564 «onderlinge duels» 16:30 (UTC+2) | Macedonië                       | 2 – 4 | Joegoslavië                                                                          | Gradski Stadion, Skopje Toeschouwers: 18.000 Scheidsrechter: Ľuboš Micheľ (SVK) |
| 8 september EK 2000 kwalificatie № 564 «onderlinge duels» 16:30 (UTC+2) | Artim Šakiri 60' Saša Ćirić 90' |       | 1' Savo Milošević 4' (e.d.) Boban Babunski 16' Dejan Stanković 39' Ljubinko Drulović | Gradski Stadion, Skopje Toeschouwers: 18.000 Scheidsrechter: Ľuboš Micheľ (SVK) |

|                                                                       |                                  |       |                                           |                                                                                       |
| 9 oktober EK 2000 kwalificatie № 565 «onderlinge duels» 19:30 (UTC+2) | Kroatië                          | 2 – 2 | Joegoslavië                               | Maksimirstadion, Zagreb Toeschouwers: 18.000 Scheidsrechter: José García Aranda (ESP) |
| 9 oktober EK 2000 kwalificatie № 565 «onderlinge duels» 19:30 (UTC+2) | Alen Bokšić 20' Mario Stanić 47' |       | 26' Predrag Mijatović 31' Dejan Stanković | Maksimirstadion, Zagreb Toeschouwers: 18.000 Scheidsrechter: José García Aranda (ESP) |

FSJ · A-internationals · Bondscoaches · Selecties · Joegoslavisch vrouwenelftal · Joegoslavië U21 · Joegoslavië U19 · Joegoslavië U18 · Joegoslavië U17 · Joegoslavië U16
1920 – 1929 ·
1930 – 1939 ·
1940 – 1949 ·
1950 – 1959 ·
1960 – 1969 ·
1970 – 1979 ·
1980 – 1989 ·
1990 – 1999 ·
2000 – 2002
EK 1960 · 
EK 1968 · 
EK 1976 · 
EK 1984 · 
EK 2000
WK 1930 · 
WK 1950 · 
WK 1954 · 
WK 1958 · 
WK 1962 · 
WK 1974 · 
WK 1982 · 
WK 1990 · 
WK 1998 · 
OS 1920 · 
OS 1924 · 
OS 1928 · 
OS 1948 · 
OS 1952 · 
OS 1956 · 
OS 1960 · 
OS 1980 · 
OS 1984 · 
OS 1988
1920 · 
1921 · 
1922 · 
1923 · 
1924 · 
1925 · 
1926 · 
1927 · 
1928 · 
1929 · 
1930 · 
1931 · 
1932 · 
1933 · 
1934 · 
1935 · 
1936 · 
1937 · 
1938 · 
1939 · 
1940 · 
1941 · 
1942 · 1943 · 1944 · 1945 · 
1946 · 
1947 · 
1948 · 
1949 · 
1950 · 
1952 · 
1952 · 
1953 · 
1954 · 
1955 · 
1956 · 
1957 · 
1958 · 
1959 · 
1960 · 
1961 · 
1962 · 
1963 · 
1964 · 
1965 · 
1966 · 
1967 · 
1968 · 
1969 · 
1970 · 
1971 · 
1972 · 
1973 · 
1974 · 
1975 · 
1976 · 
1977 · 
1978 · 
1979 · 
1980 · 
1981 · 
1982 · 
1983 · 
1984 · 
1985 · 
1986 · 
1987 · 
1988 · 
1989 · 
1990 · 
1991 · 
1992 · 
1993 · 
1994 · 
1995 · 
1996 · 
1997 · 
1998 · 
1999 · 
2000 · 
2001 · 
2002 · 
Albanië ·
Algerije ·
Argentinië ·
Bangladesh ·
België ·
Bolivia ·
Bosnië en Herzegovina · 
Brazilië ·
Bulgarije ·
Canada ·
Chili ·
China ·
Colombia ·
Congo-Kinshasa ·
Costa Rica ·
Cyprus ·
Denemarken ·
DDR ·
Duitsland ·
Ecuador ·
Egypte ·
El Salvador · 
Engeland ·
Ethiopië ·
Faeröer ·
Finland ·
Frankrijk ·
Ghana · 
Griekenland ·
Honduras ·
Hongarije ·
Hongkong ·
Ierland ·
Indonesië ·
Iran ·
Israël ·
Italië ·
Japan ·
Kroatië ·
Luxemburg ·
Malta ·
Marokko ·
Mexico ·
Nederland ·
Nigeria ·
Noord-Ierland ·
Noord-Macedonië ·
Noorwegen ·
Oekraïne ·
Oostenrijk ·
Paraguay ·
Peru · 
Polen ·
Portugal ·
Roemenië ·
Rusland ·
Saarland ·
Schotland ·
Slovenië ·
Slowakije ·
Sovjet-Unie ·
Spanje ·
Tsjechië ·
Tsjecho-Slowakije ·
Tunesië ·
Turkije ·
Uruguay ·
Venezuela ·
Verenigde Arabische Emiraten ·
Verenigde Staten ·
Wales ·
Zuid-Korea ·
Zweden ·
Zwitserland
CONMEBOL: Bolivia · Chili  · Colombia · Ecuador · Uruguay · Venezuela

UEFA: Albanië · Andorra · Armenië · Azerbeidzjan · België · Bosnië en Herzegovina · Bulgarije · Cyprus · Denemarken · Duitsland · Engeland · Estland · Faeröer · Finland · Frankrijk · Georgië · Griekenland · Hongarije · IJsland · Ierland · Israël · Italië · Joegoslavië · Kroatië · Letland · Liechtenstein · Litouwen · Luxemburg · Malta · Moldavië · Nederland · Noord-Ierland · Noord-Macedonië · Noorwegen · Oekraïne · Oostenrijk · Polen · Portugal · Roemenië · Rusland · San Marino · Schotland · Slovenië · Slowakije · Sovjet-Unie ·  Spanje · Tsjechië · Tsjecho-Slowakije · Turkije · Wales · Wit-Rusland · Zweden · Zwitserland

AFC: Kazachstan

CAF: Madagaskar

CONCACAF: Belize · Canada